# Hosdurga
Hosdurga är en ort i Indien.   Den ligger i distriktet Chitradurga och delstaten Karnataka, i den södra delen av landet, 1 700 km söder om huvudstaden New Delhi. Hosdurga ligger 729 meter över havet och antalet invånare är 24 685.
Terrängen runt Hosdurga är platt söderut, men norrut är den kuperad. Runt Hosdurga är det ganska tätbefolkat, med 166 invånare per kvadratkilometer. Det finns inga andra samhällen i närheten. Trakten runt Hosdurga består till största delen av jordbruksmark.